# 피쿼트 전쟁

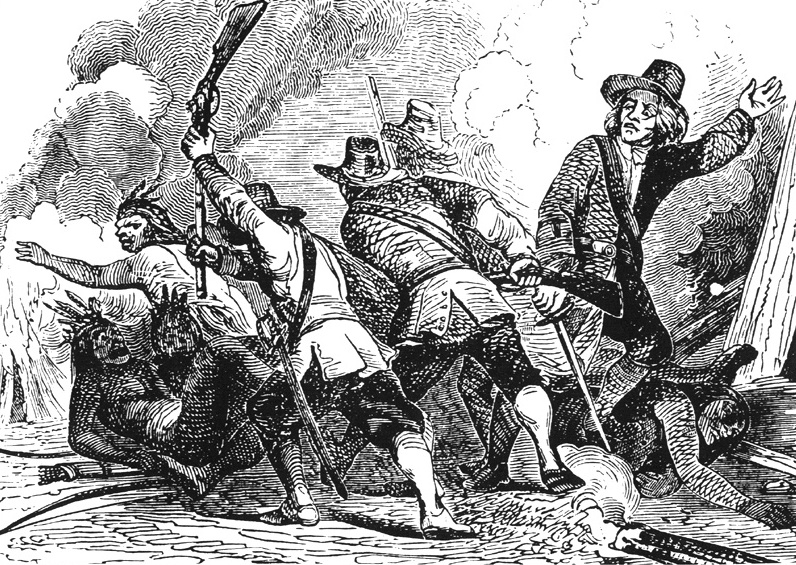
피쿼트 전쟁의 삽화

피쿼트 전쟁(Pequot War)은 1634년에서 1638년까지 피쿼트 부족과 뉴잉글랜드 식민지의 정착민들과의 사이에 벌어진 전쟁이다. 코네티컷 강 계곡의 소유권을 둘러싸고 네덜란드 동인도 회사와 갈등을 빚었던, 영국인 식민지 사람들이 토지의 소유자였던, 피쿼트 부족과 벌인 전쟁이다.

## 개요
뉴잉글랜드에서 최초의 전면전은 1637년의 《피쿼트 전쟁》이었다. 전쟁의 원인은 1632년으로 거슬러 올라간다. 현재 코네티컷주 하트포드 가까운 코네티컷 강 계곡의 지배권을 둘러싸고 네덜란드 모피 교역자와 플리머스 관리와 사이에 분쟁이 일어났다. 네덜란드 동인도 회사와 플리머스 식민지 쌍방 대표는 피쿼트 족의 토지를 정당하게 구입했다고 주장했다. 매사추세츠만 식민지와 플리머스 식민지 개척자가 그 지역에 들어가 있는 네덜란드인들을 이기려 했기 때문에, 일종의 토지 러시가 일어나고 있었다. 영국인 개척자의 유입은 피쿼트 족에게도 위협이었다. 이 지역의 또 다른 동맹인 나라간셋트 족과 모히칸 족은 전통적으로 피쿼트 족의 앙숙이어서 영국인의 편을 들었다.
공식적인 전쟁을 시작하게 된 사건은 1636년 존 올드햄 선장의 배 나포와 살인사건으로 이 사건은 피쿼트 족의 동맹에 겨냥한 비난이었다. 1637년 4월, 존 엔디콧이 피쿼트 족 마을을 습격하였다. 이 습격에 대한 보복으로 피쿼트 족 전사들은 웨더스필드 타운에 보복 공격을 하여, 30명의 영국인 개척자가 죽었다. 그러자 존 언더 힐 선장과 존 메이슨 선장이 부하들을 이끌고 현재 미스틱 근처에 있던 피쿼트 족의 마을을 습격하여 잿더미로 만들었고, 300명의 피쿼트 족이 죽었다. 그러나 플리머스 식민지에는 실질적인 전투와는 거의 상관없었다.
피쿼트 전쟁에 이어 뉴잉글랜드 네 곳의 식민지, 매사추세츠만 식민지, 코네티컷 식민지, 뉴헤이븐 식민지와 플리머스 식민지가 《뉴잉글랜드 식민지 연합》이라는 방위 조약을 결성했다. 에드워드 윈슬로우는 이미 외교력으로 알려져 있었지만, 연합 식민지의 설계자가 되었다. 윈슬로가 레이던에 있던 때 네덜란드 공화국에서 쌓은 경험이 동맹을 만들기 위해 사용되었다. 존 애덤스는 이후 연합식민지가 연합규약의 원형이라고 생각했다. 연합규약은 미국 전체를 총괄하는 정부의 첫 번째 시도였다.

## 같이 보기
- 플리머스 식민지
- 필그림 파더스
- 필립 왕 전쟁